# Marina Nicolaev
Marina Nicolaev, (n. 3 iunie 1960, București) este arhitect, grafician și scriitor român. 
Absolventă a Institutului de Arhitectură Ion Mincu, București. Master "Ville, Patrimoine et Architecture" Université Paris VII, France, Master Cultură și civilizație ebraică „Goldstein Goren”, Facultatea de Litere, Universitatea București.

## Biografie
A debutat cu grafică în 1972 în revista "Discipol" a Școlii nr. 88 din București.
A debutat cu poezie în revista "Orizonturi" a Liceului 21 (actualmente Colegiul Tehnic "Anghel Saligny") din București și în antologia cenaclului elevilor bucureșteni "Săgetătorul" (unde a publicat între 1975-1980) condusă de prof. dr. Tudor Opriș.
În presa scrisă a activat după 1989, fiind secretar de redacție și redactor arte vizuale la "Arhitext" și "Arhitext Design" în perioada 1990-1996; a susținut cronici plastice în "Curierul Național", "Delta" și "Info Art". In perioada 1976-1979 a urmat, paralel cu liceul, Școala Populară de Artă - Secția Pictură, clasa profesor Neculai Iorga. Din 1988, expune gravură, având ca mentori pe Hortensia Masichievici-Mișu și Marcel Chirnoagă.
Membră a Ordinului Arhitecților din România, Uniunii Arhitecților din Romania și a Uniunii Artiștilor Plastici din România. 
Membră a Asociației "Ligne et couleur" Paris, a Fundației Taylor Paris și Maison des Artistes Paris. 
Scriitor și artist plastic SF. Membră a cenaclului Solaris, 1978-1990 și șefă a cenaclului între 1983-1984; membră a cenaclului "Prospect Art" (București); fondator al "ARSFan" (Timișoara).
În 2010, a fondat Asociația culturală "Omnigraphies" pentru susținerea artelor și a grupului de "Architectes Artistes Roumains" alături de care a expus lucrări de gravură aquatinta, aquaforte la saloane internaționale.
Proza „Elegie pentru o epavă cibernetică", scrisă împreună cu George Ceaușu după o idee de Dan Merișca (1957-1991), a obținut premiul I la RomCon 1986 și a fost publicată în antologia O planetă numită anticipație (Ed. Junimea, 1985) și în revista Știință și tehnică.
A ilustrat, cu coperte și grafică interioară, volumele SF: Povestiri ciberrobotice (Ed. Științifică și Enciclopedică, 1986), Povestiri despre invențiile mileniului III (Ed. Științifică și Enciclopedică, 1986), Lumi galactice de Doru Davidovici (Ed. Științifică și Enciclopedică, 1986), Moartea se numea Scumpi de Monica Mureșan (Ed. Pygmalion, 1996). De asemenea, a publicat desene și ilustrații în Almanahurile Anticipația, Paradox SF, Contact între civilizații, CPSF Anticipația, Fantastic Magazin, Quark, Curierul Național, Săgetătorul, Orizonturi.

## Expoziții colective în România
- 2024 - Salonul Național de Arte Vizuale Interferențe Botoșani; 2023 – Salonul Național de Arte Vizuale Interferențe Botoșani; 2023 – Bienala de Picturăși GraficăȘtefan Luchian Botoșani Ediția I; 2023 - Tabăra Internațională de Artă Desești, Maramureș; 2023 – Salonul „Horea Cucerzan și prietenii săi” – Sala Artelor Cercul Militar Național București (curator si expozant);  2022 – Tabăra Internațională de Artă Ioan Inocențiu Micu-Klein – Retrospectiva @Blaj; 2022 – Concursul de Creație plastico-lirică Eminesciana, Galeria De Artă Nicolae Tonitza Iași,  România; 2021  – 17-30 septembrie, Simeza, București, Bienala Internațională de Acuarelă; 2021 –Salonul International Iași Palatul Culturii « Holocaust » ; 2021 – Galeria Dan Hatmanu Iași, Expoziția Internațională “Calea Suferinței”; 2019 – Tabăra Internațională de Artă Ioan Inocențiu Micu-Klein – Muzeul de Istorie Blaj; 2018 – Muzeul de Artă Cluj-Napoca - „Alter ego. Forme și idei ale artei grafice în Italia și în România”; 2018 – Tabăra Internațională de Artă Ioan Inocențiu Micu-Klein – Muzeul de Istorie Blaj; 2018  –  Muzeul Național Cotroceni Expoziția Ex-Libris „Brâncuși“; 2017 – Tabăra Internațională de Artă Ioan Inocențiu Micu-Klein – Muzeul de Istorie Blaj;   2016 – Tabăra Internațională de Artă Ioan Inocențiu Micu-Klein – Muzeul de Istorie Blaj ; 2016 - Bacău, Iași, Chișinău, Saloanele Moldovei; 2016 – Casa Avramide, Tulcea - Bienala internațională de gravură contemporană ”Danubius” - Casa Avramide, Tulcea (Premiul special al juriului); 2014 – Bienala "Ion Andreescu" Buzău; 2014 - Bacău, Iași, Chișinău, Saloanele Moldovei; 2014  – București, A IV-a  Salon Gravură-Sculptură Galeria Simeza; 2013 – Salonul Artelor, București Sala Constantin Brâncuși, Parlament; 2013  – București Al III-lea Salon  Gravură-Sculptură Galeria Simeza; 2012 –Al II-lea Salon  Gravură-Sculptură Galeria Simeza, București; 2011 - București, Iași, Grafica Românească; 2010 – București, Salonul Municipal la Galerie Simeza; 2010  – București Salon Municipal Galeria Căminul Artei; 2010 - București Salonul International de artă«Artis» Galeria Căminul Artei (expozant si curator); 2008 –  Salonul Internațional de artă«Artis» Teatrul Național Galeria Artis (expozant si curator); 2005 – Ploiești, Bienala Internatională de Gravură «losif Iser»; 2004 – Tulcea, Salonul Național de Acuarelă si Gravură «Constantin Găvenea»; 2002 – București, Galeria «Podul»; 2001 – Bucuresti, «GalaTeCa» Galeria Bibliotecii Centrale Universitaire (expozant si curator); 2002 – București, Comisia Națională din România UNESCO ; 2001 – Bucuresti Salonul National de Artă; 2001 – București, Salonul Municipal, Galeria «Dalles»; 2001 – București, Galeria «Podul»; 1999  – București Galeria «Podul»; 2000 – Bucuresti, Galeria Ministerului Lucrărilor Publice si al Locuinței (expozant si curator); 1999 – București, Salonul Municipal Galeria «Apollo»; 1999 – Ploiești Palatul Culturii & București- Cercul Militar  Bienala Internatională de Gravură «losif Iser» 1999  – București, Salonul Municipal Galeria Apollo; 1998 – Tulcea, Salonul Național de Gravură; 1999 – Reșița, Salonul Național de Gravură; 1998 – București «Summer Art Festival» - World Trade Center; 1997 – București, «Partizanii '96» Galeria Simeza; 1997 – București, Galeria «Podul»; 1997 – București, Salonul Național de Grafică, Galeria Teatrului Național; 1997 – Ploiești - Palatul Culturii & București – Casa Națională a Armatei  - Bienala Internatională de Gravură «losif Iser»; 1996 – București, Rokura Business Center Dorobanți; 1996 – Iași, Bacău, Cluj, Salonul «Grafit 1996»; 1996  – București, Salonul Municipal U.A.P.; 1996 – București, Société Roumaine de la Francophonie; 1995 – București & Tulcea, Salonul Național al Artelor Grafice; 1995  – Ploiești, Palatul Culturii & București, Muzeul Colecțiilor de Artă - Bienala Internațională de Gravură «losif Iser»;

## Participări la Convențiile Naționale de Science Fiction și premii de artă plastică
- 1991 – Zilele de Science - Fiction «Helion» - Timișoara (Premiul I) ; 1990 – Convenția Națională de Science-Fiction - București (Premiul I); 1989 –  Convenția Națională de Science-Fiction - Timișoara (Premiul I); 1988 – Zilele de Science-Fiction «Henry Coandă» - Craiova (Premiul II UAP); 1986  – Convenția Națională de Science-Fiction - Iasi; 1985 – Convenția Națională de Science-Fiction - Lugoj; 1983 – Convenția Națională de Science-Fiction - Sibiu; 1981 – Convenția Națională de Science-Fiction - Iași (Premiul III); 1980 – Convenția Națională de Science-Fiction, Timișoara; 1979 - Convenția Națională de Science-Fiction - Oradea (Premiul III).

## Expoziții colective în străinătate
- Din 1986 a expus lucrări de gravură aquaforte, aquatinta precum pictură în ulei, în următoarele saloane internaționale:  2024 - Salon Internațional «W Drozde - On the Road» Varșovia Polonia; 2024 - Al 89-lea Salon international «Ligne et Couleur» Paris Franța;   2024 - XXXII Esposizione Internationale Degli Architetti Artisti Venetia Italia;  2023- Al 87-lea Salon international «Ligne et Couleur» Paris Franța; 2022 – Galeria Scoglio di Quarto Milano XXX Esposizione Architetti Artisti Milano, Italia; 2022 – Al 86-lea Salon international «Ligne et Couleur» Paris Franța; 2019 – Al 84-lea Salon international «Ligne et Couleur», Orangerie du Senat, Paris, Franța;  2018 – A 9-a International Printmaking Bienala Douro, Portugalia; 2018  – „Alter ego. Forme și idei ale artei grafice în Italia și în România”, 7-28 aprilie 2018, Biblioteca Statală„Stelio Crise”, Triest (curator: Federica Vettori), 2018 – Al 83-lea Salon international «Ligne et Couleur» Mairie du 5ème arrondissement, Paris, Franța; 20 februarie - 13 martie; 2017 – A X-a Triennale Mondiale de l’Estampe et de la Gravure Originale Chamalières Franța; 2017 – Al 82-lea Salon international «Ligne et Couleur» Mairie du 6ème arrond., Paris, Franța; 2017 – Al 3-lea Global Print à Douro Portugalia; 2017 – XXVI Esposizione Internazionale degli Architetti Artisti, Veneția, Italia;  2016 – Al 81-lea Salon «Ligne et couleur» Paris Franța; 2016 –  A II-a Editie Festival de poésie, de la chanson et des arts «Montmeyan en Poevie» cu sprijinul «Printemps des Poètes», Montmeyan, Var, Franța; 2015 – Al 80-lea Salon «Ligne et couleur» Paris Franța; 2014 – A XXIII-a Esposizione Internationale Degli Architetti Artisti , Veneția, Italia; 2014 – A 79-lea Salon «Ligne et couleur» Paris Franța; 2014 –  A I-a Editie a Festival de poésie, de la chanson et des arts «Montmeyan en Poevie» cu sprijinul «Printemps des Poètes», Montmeyan, Var, Franța; 2013 – A XXII-lea Esposizione Internationale Degli Architetti Artisti "Fiabe Urbane" (Urban tales), Venetia, Italia; 2013 – Al 78-lea Salon «Ligne et couleur» Paris, Franța; 2012 – A XXI-a Esposizione Internationale Degli Architetti Artisti Chiostro di Levante dell’ex Monastero dei Benedettini Catania  23-28 Iulie 2012 Mediterraneo - Common Ground, Catania, Italia; 2012 – Al 77-lea Salon «Ligne et couleur» Paris Franța; 2011 – A XX-a Esposizione Internationale Degli Architetti Artisti «Ligne et couleur» Verona Italia; 2011 – Salonul «Ligne et couleur» Varsovia, Polonia; 2011 – A 24-a SSAA Annual Exhibition 2011 la MacLaurin Galleries, Edinburgh, Marea Britanie;  2011 – Al 76-lea Salon «Ligne et couleur» Paris Franța; 2010 – A XIX-a Esposizione Internationale Degli Architetti Artisti «Ligne et couleur» Verona Italia; 2010 – Salonul International Artis București România (expozant si curator); 2010 – Salon «Ligne et couleur» Stuttgart, Germania; 2010 – Salon «Ligne et couleur» Varșovia, Polonia; 2010  – 75ème Salon «Ligne et couleur» Paris Franța; 2009  – XVIII Esposizione Internationale Degli Architetti Artisti «Ligne et couleur» Venetia, Italia; 2009 – Salon  «Ligne et couleur»  Stuttgart, Germania; 2009 – Salonul «Ligne et couleur» Varsovia, Polonia; 2009  – Al 74-lea Salon «Ligne et couleur» Paris, Franta; 2008 – XVII Esposizione Internationale Degli Architetti Artisti Salon d'art à l'Ex Chiesa S. Maria Ausiliatrice Veneția, Italia; 2008 – 73eme Salon «Ligne et couleur» Paris Franța; 2008  –  73ème «Salon Ligne et couleur» Paris, Franța; 2007 – 72ème Salon «Ligne et couleur» Paris Franța; 2006  –  La Galerie «Alexis&Barbara Nabokov» Paris, Franța; 2006  – La Galerie «Delta», Paris, Franța; 1998 –  Les Jours de Roumanie, Val-David, Canada; 1997 – Kanagawa, Japonia, A19-a Expoziție Internatională Independentă de Gravură; 1995  – Kanagawa, Japonia, A18-a Expoziție Internatională Independentă de Gravură;  1994 – Timișoara, Galeria "First Gallery" Convenția Europeană de Science- Fiction;  1993 – Jersey, Marea Britanie, Convenția Europeană de Science-Fiction; 1992 – Freudenstadt, Germania, Convenția Europeană de Science-Fiction; 1990 – Fayence, Franța, Convenția Europeană de Science- Fiction.  ALTELE 1991-1996 fondator, redactor arte vizuale si tehnoredactor: «ARHITEXT» et «ARHITEXT DES1GN» București Publicare desene și gravuri: Articole, proză, poezii publicate : antologiile :«Săgetătorul» 1977, 1978, 1979, 1980, «O planetă numită anticipație» 2008 – «Ars Memoria», București; 2008 – «România din suflet», Constanta. (România) ; Articole în«InfoArt»UAP, cotidienele «Delta», «Jurnalul National» (România) Cronici plastice în cărțile: "Simpozionul de gravură contemporană românească 2000" - Muzeul de Artă Tulcea 2002, "Tiberiu Nicorescu (1927-1995)" - Muzeul de Artă Tulcea 2006. Cronici plastice în revistele: «Tribuna» Cluj, «Imperia Magazine» (Italia), «Niram Art» Madrid (Spania), «Atheneum» (Canada) «Citadela» (România), «Litere» (România), «Revista Nouă» (România) «Contrapunct»  (România), «Le capital des mots»  (Franța)  etc.  Articole diverse publicate pe internet: www.poezie.ro, www.romanialibera.com, www.omnigraphies.com, www.reteaualiterara.ning.com, http://niramartmagazine.wordpress.com/, http://lire.ca/mouvances/mouvances.htm, http://transcriptio.overblog.net/, http://www.respiro.org/index2.html, http://www.lyriqueroumaine.wordpress.com  http://www.le-capital-des-mots.fr/ etc. si in revistele literare: «Revista Nouă», «Litere», «Contrapunct», «Altitudini» «Atheneum»–Canada, «Imperia Magazine»-Italia, «Delta», «Jurnalul National», «Niram Art» – Spania,  «Arhitext», «Arhitext Design» București etc.
- In 2024 a publicat in antologiile «En chemin du hasard» si "Entendre en couleurs" coordonate de Alain Morinais , Les editions de L'Ecritoire de Poete.  Este prezentă  în «Comme en poésie», Revue trimestrielle de poésie, Hossegor, Landes, Franța 2014. În 2012, a publicat in antologia coordonată de artistul și poetul francez Jacques Basse: «Visages de poésie», Tome 6, 2012, Rafael de Surtis éd., 81170 Cordes-sur-Ciel. In 2020, a publicat in antologia coordonată de Abbassia Naimi "Du Courage De Dire" Éditions Lire et Méditer, France. A prefațat  volumul de poezie «L’éclisse du temps» Éditions Dédicaces 2013 de Richard Taillefer A tradus în limba română si a publicat poezii de: Jacques Basse, Richard Taillefer (Savigny-le-Temple, Franța), Carjo Mouanda (Congo) si Eric Dubois (Paris, Franța).
- A colaborat cu text la volumul "Csehi Peter" de Iolanda Malamen, editura Tracus Arte, 2021.
- Site-ul www.omnigraphies.com este realizat de Marina Nicolaev.
- Articole publicate: Prefață la Carjo Mouanda «Le Chant des Indignés» Éditions Doxa, Franța 2015; Prefață la Richard Taillefer «PoéVie Blues» Éditions Premédit Franța 2015; Prefață la Richard Taillefer «L’éclisse du temps» Éditions Dédicaces 2013.
- Marina Nicolaev a fost menționată în «Istoria debutului literar al scriitorilor români în timpul școlii (1820-2000)», Tudor Opriș, Editura Aramis 2002 București.

## Expoziții personale
- 2006 – Universitatea Paris VII, Paris, Franța;
- 2002 – Comisia Națională UNESCO România, București;
- 1999 – Căminul Artei, București;
- 1996 – Galeriile de Artă ale Municipiului București;
- 1996 – Casa Americii Latine, București;
- 1991 – Institutul Francez, București;
- 1991 – Muzeul Literaturii Române, București;
- 1978 – Galeria Ministerului Educatiei Naționale, București;
- 1978 – Ateneul Tineretului, București;
- 1976, 1977, 1978, 1979 – Biblioteca Mihail Sadoveanu, Secția Tineret, București.

## Volume proprii si altele
- A publicat plachete de poezie in limba franceză: «La nuit de l’hippogriffe» Editions Encres Vives 2014, «Corps de l'absence» 2016 et «Autour de la tour des mots» Editions Mon édit, Nîmes, 2018, Franța.  In România a publicat volumul de debut poezie, «Îngeri particulari» 2002,  Editura Inedit, București.
- Marina Nicolaev a publicat in cartea "Evreii din Hârlău și împrejurimi. Istorie și memorie", Carol Iancu (coordonator), Editura Universității "Alexandru Ioan Cuza" din Iași, 2021, articolul "Stele funerare evreiești – mațevot din secolele XVIII-XX. Cimitirul Bojica din Hârlău".